# Эйн-Шемер
Эйн-Шемер (ивр. עין שמר‎) — кибуц в Хайфском административном округе Израиля, недалеко от Пардес-Хана-Каркур, примерно в 6 километрах к северо-востоку от Хадеры. Входит в состав регионального совета Менаше.

## История
Попытки поселиться в этом месте предпринимались и в 1913 году и в 1921 году, но оба раза эти попытки ничем не заканчивались. Только в 1927 году было основано поселение на земле, принадлежащей Еврейскому национальному фонду. Поселение основали репатрианты из Польши, жившие изначально в кибуце «Эйн-Ганим», и состоявшие в движении «Ха-шомер ха-цаир». 
Во время беспорядков 1936—1939 годов кибуц подвергся нападениям и разрушениям. 28 апреля 1938 года два члена кибуца были убиты в результате арабского нападения на кибуц.

## Население
По данным Центрального статистического бюро Израиля, население на начало 2020 года составляло 571 человек.